# Tsimanampetsotsa
Jezero Tsimanampetsotsa (francosko Lac Tsimanampetsotsa) je zmerno alkalno jezero v provinci Toliara, v jugozahodnem delu Madagaskarja. Leži na približno 24°07′S 43°45′E / 24.117°S 43.750°E. Jezero je zaščiteno v narodnem parku Tsimanampetsotsa in je tudi znotraj Ramsarskega območja. Ramsarsko območje ima skupno površino 456 km², medtem ko je površina jezera precej manjša.
Ime jezera v malgaščini pomeni 'jezero brez delfinov'. Je sveto mesto za čaščenje in obrede. Lokalni tabuji preprečujejo onesnaževanje vode. Prepovedano je kopanje in uporaba pirog. Voda, blato in nekatere rastline iz jezera se uporabljajo v tradicionalni medicini (Tahirindraza in Marikandia 2015).
Jezero je dolgo približno 20 km, široko približno 2 km in je precej plitvo (največja globina približno 2 m). Leži na območju planote Mahfaly, v zaprtem evaporitnem bazenu s pečinami eocenskega morskega apnenca na vzhodu in širokim pasom naplavin, ki prekriva nizke izdanke apnenca na zahodu. Območje je prekrito s peščenimi nanosi recentnega in kvartarnega izvora. V prazgodovini je bilo tukaj paleo jezero s kopensko drenažo (najdeni so bili deltasti sedimenti, ki jih je odložil paleodrenažni sistem). Paleo jezero je bilo veliko večje po velikosti in globini, kar dokazujejo prameni, ki obdajajo zunanje robove bazena.
Voda je »natrijeva«, visoko mineralizirana in zmerno alkalna (pH ~ 8,0) z relativno visokimi koncentracijami amonijaka in fosfata. Koncentracije soli se približajo tistim v morski vodi, ki se v deževnem obdobju nekoliko razredči. Jezero je morda neposredno povezano z morjem, vendar je to ugibanje, ki ni preverjeno. Vzhodni del jezera prejme nekaj sladkovodnega dotoka in ima zato dosledno nižje koncentracije soli kot zahodni del. Kotlina je plitva, kar povzroča dramatične razlike v površini jezera s celo majhnimi spremembami v gladini. Gladina vode se lahko med sušnim obdobjem znatno zniža, kar povzroči široko izpostavljeno območje sezonskih hiperslanih ravnin okoli skrčenega jezera.

## Podnebje in hidrologija
Jezero Tsimanampetsotsa je na območju s polsušnim podnebjem; dnevne temperature so visoke, padavin pa malo. Je v regiji z najmanj padavinami na Madagaskarju, saj prejme le 300 mm dežja na leto. Poleg tega je količina in lokacija padavin zelo nepredvidljiva; dež pogosto pada le krajevno. Tu ni površinskih rek in jezero nima ne vtoka ne iztoka. Ravni jezera so povezane s padavinami, skupaj z nekaj podzemnega toka iz vodonosnikov, ki s bolj v notranjosti. Ob vznožju planote Mahfaly je mreža podzemne vode s tremi stalnimi izviri (Mande, Andranonaomby in Manava) ter številnimi stalnimi izviri in presihajočimi izviri. Gladina jezera se poveča z zadostno količino padavin in upade, ko voda izhlapeva hitreje, kot se obnavlja.

## Vegetacija
Pojavne vrste rastlin, ki lahko rastejo v natrijevi vodi, vključujejo južni rogoz (Typha domingensis) in okrogla ostrica (Cyperus spp.). Debeloglavi kozarček (Salicornia pachystachya) je ena redkih vrst, ki lahko prenesejo ekstremno slanost, zato jo običajno najdemo samostojno na močno slanih mestih. Druge vrste, ki so odporne na sol, se preselijo na ravnine, ko se nivo vode umiri, vključno s Salsola littoralis, Atripex perrieri, kot tudi nekatere trave (Sporobolus virginicus, Paspalum vaginatum) in zlata usnjata praprot (Acrostichum aureum). Vneseno vrsto obalnega Casuarina equisetifolia lahko najdemo v majhnih sestojih vzdolž vzhodne obale.

## Vodna favna
Visoke koncentracije fosfatov, ki izvirajo iz erozije, naj bi bile glavni dejavnik, ki omejuje raznolikost vodne favne. Rib ni. Dokumentirani so nevretenčarji, ki pripadajo štirim taksonomskim skupinam (Annelida, Gastropoda, Crustacea in Insecta). Taksonomsko bogastvo je bilo največje (15 taksonov) aprila (deževno obdobje) in se je zmanjšalo na 11 taksonov avgusta (sušno obdobje). Vzhodni del jezera je imel dosledno več vrst kot zahodni del, verjetno zaradi dosledno nižjih koncentracij soli. Najbolj razširjena vrsta so bili raki. Vodna favna, dokumentirana v jezeru Tsimanampetsotsa, je naslednja:
- Annelida (obročasti ali segmentirani črvi), družina Glossiphoniidae (sladkovodne brezčeljustne pijavke).
- Vrste polžev: Planorbis planorbis (Planorbidae) (polži ovnovega roga), Georissa petiti (Hydrocanidae) in Potamopyrgus sp. (Hydrobiidae) (blatni polži).
- Vrste Crustacea (rakovci): Grandidierella mahafalensis (Aoridae) in Halmyrapseudes thaumastocheles (Apseudidae).

Najdene žuželke so vključevale: muhe (Diptera); hrošči, vključno z nimfami iz družine Dytiscidae (hroščki potapljači) in odraslimi iz družin Hydroptilidae in Elmidae; enodnevnice (Ephemeroptera); stenice (Hemiptera) iz 3 družin (Naucoridae, Veliidae in Notonectidae); kačji pastirji iz družine Libellulidae in iz družine Coenagrionidae.

## Ptice
Na območju jezera je zabeleženih več kot 34 vrst ptic. Veliki plamenci (Phoenicopterus roseus) so občasno prisotni v velikem številu in gnezdijo na jezeru. Tu so bili opaženi tudi mali plamenci (Phoenicopterus minor). Jezero in slane ravnine predstavljajo pomemben habitat za številne ogrožene vrste vodnih ptic, kot je madagaskarski šmarnik (Charadrius thoracicus) (VU) in podpirajo gnezditveno kolonijo madagaskarskega ponirka (Tachybaptus pelzelnii) (EN).